# Cleistanthus schlechteri
Cleistanthus schlechteri là một loài thực vật có hoa trong họ Diệp hạ châu. Loài này được (Pax) Hutch. mô tả khoa học đầu tiên năm 1915.